# Lecania naegelii
Lecania naegelii är en lavart som först beskrevs av Hepp, och fick sitt nu gällande namn av Diederich & van den Boom. Lecania naegelii ingår i släktet Lecania och familjen Ramalinaceae.  Arten är reproducerande i Sverige. Inga underarter finns listade i Catalogue of Life.